# Блекбърн
Блѐкбърн (произнасяно също и като Бла̀кбърн) (на английски: Blackburn, произношение на английски, английското произношение е най-близко до Блекбърн и Блякбърн, [ˈblækbəːn) е голям индустриален град в графство Ланкашър, Англия. Той се намира на север от Уест Пени Мурс на южния край на долината Рибъл, 14,3 км (8,9 мили) източно от град Престън и 34 км (21 мили) северозападно от град Манчестър. Блекбърн граничи на юг с Даруен и заедно те образуват унитарната област Блакбърн с Даруен, като Блекбърн е административният център. При масовото преброяване през 2001 г. Блекбърн има население от 105 085 души, докато цялата област Блакбърн с Даруен достига 137 470 жители. 
Текстилни изделия се произвеждат в цял Блекбърн още от средата на XIII век, когато вълната се тъкала в домовете на хората чрез домашни станове. Фламандски тъкачи, които се заселват в околностите през XIV в., помагат да изграждането и доразвиването на текстилната индустрия в района. Джеймс Харгрийвс, изобретател на предачната машина, е тъкач в Блекбърн. Най-бързия период на развитие и растеж в Блекбърнската история е индустриализацията и разрастването на текстилното производство. Блекбърн е един от първите индустриализирани градове в света и играе важна роля в Индустриалната революция.
Текстилният сектор на Блебърнската индустрия постепенно запада от средата на XX век. Впоследствие градът се изправя пред предизвикателства, подобни и за други след-индустриални северни градове, включително деиндустриализация, икономически упадък и проблем с жилищата. Подир 50-те години на XX век в Блекбърн се наблюдава значително ниво на миграция, частично от Индия и Пакистан, което води до третата най-високата пропорция на мюсюлмани (около 25%) в Англия и Уелс и най-високата в Обединеното кралство извън Лондон. Блекбърн получава значителни инвестиции в последните 60 години от правителството и Европейския регионален фонд за развитие.

## Известни личности
Родени в Блекбърн
- Джон Гарстанг (1876 – 1956), археолог
- Томас Едж (1587 – 1624), мореплавател
- Боб Кромтън (1879 – 1941), футболист
- Иън Макшейн (р. 1942), актьор
- Карл Фогарти (р. 1965), мотоциклетист
- Джеймс Харгрийвс (1720 – 1778), изобретател

## Побратимени градове
Между Блекбърн и следните градове е сключен Договор за приятелство и сътрудничество:[източник? (Поискан днес)]
|  | Държава  |  | Град  |
|  | -------- |  | ----- |
|  | Франция  |  | Перон |
|  | Германия |  | Алтен |